# Roy W. Johnson
Roy W. Johnson (* 19. Juni 1882 in Weeping Water, Nebraska; † 2. Dezember 1947 in Chicago, Illinois) war ein US-amerikanischer Politiker. Zwischen 1943 und 1947 war er Vizegouverneur des Bundesstaates Nebraska.

## Werdegang
Roy Johnson absolvierte die High School in Sumner und danach das Lincoln Business College in der Stadt Lincoln. Politisch schloss er sich der Republikanischen Partei an und wurde Mitglied in den Schulausschüssen der Stadt Sumner und im Buffalo County. Zwischen 1937 und 1939 saß er in der Nebraska Legislature.
Im Jahr 1942 wurde Johnson an der Seite von Dwight Griswold zum Vizegouverneur von Nebraska gewählt. Dieses Amt bekleidete er zwischen 1943 und 1947. Dabei war er Stellvertreter des Gouverneurs und formaler Vorsitzender der Staatslegislative. Er starb am 2. Dezember 1947 in Chicago, wo er einen Kongress besuchte.